# Проди, Романо
Романо Проди (итал. Romano Prodi; род. 9 августа 1939, Скандиано) — итальянский левоцентристский политик, премьер-министр (1996—1998, 2006—2008). Между двумя премьерствами был президентом Еврокомиссии (1999—2004). Занимал должность спецпосланника Генерального секретаря ООН по региону Сахеля. С 2008 года почётный доктор МГИМО (У) МИД РФ.

## Биография
Романо Проди родился 9 августа 1939 года в городе Скандиано в итальянской провинции Реджо-нель-Эмилия. Имеет двух сестёр и шестерых братьев.
Изучал право в миланском Католическом университете Святого Сердца, который окончил с отличием в 1961 году. Продолжил учёбу в университетах Милана и Болоньи и Лондонской школе экономики.

### Преподавательская, деловая и управленческая карьера
В 1963 году начал преподавательскую карьеру в Университете Болоньи, занимал должность доцента, адъюнкт-профессора, с 1971 по 1999 год профессор. Преподавал организацию и стратегическое планирование производства. Имел статус приглашённого профессора Гарвардского университета и Стэнфордского исследовательского института.
С ноября 1978 года по март 1979 года министр промышленности.
В 1981 году основал Nomisma — одну из ведущих фирм Италии в сфере экономического консалтинга, до 1995 года возглавлял её научный совет. С ноября 1982 по октябрь 1989 года председатель государственной управляющей организации — Института промышленной реконструкции (IRI), провёл его реорганизацию, подготовив к приватизационному процессу. Повторно возглавил IRI в 1993 году, руководил приватизацией крупных государственных компаний.

### Политическая карьера
В феврале 1995 года Проди основал левоцентристскую коалицию «Оливковое дерево» и стал её кандидатом на пост премьер-министра. На выборах 1996 года коалиция «Оливковое дерево» одержала победу над правоцентристами во главе с Сильвио Берлускони — главным соперником и своего рода политическим антиподом Проди. С 17 мая 1996 по 21 октября 1998 года Проди возглавлял первое в истории послевоенной Италии правительство левого толка.
Благодаря усилиям правительства Проди Италия оказалась в первой волне стран, которые ввели на своей территории хождение единой европейской валюты — евро. В 1998 году в правительственной коалиции произошел раскол — итальянские коммунисты лишили кабинет Проди своей поддержки, и это привело к его отставке.
В 1999 году Проди возглавил новую левоцентристскую партию «Демократы» (в 2002 году она влилась в партию «Маргаритка»).
В 1999—2004 годах председатель Европейской комиссии.
Вернувшись в итальянскую политику, Проди возглавил левоцентристскую коалицию l’Unione («Союз»), который противостоял сторонникам действующего премьера Берлускони на всеобщих выборах 9-10 апреля 2006 года. Левоцентристам удалось одержать победу с небольшой разницей голосов (менее 0,1 процента, то есть примерно 25000 голосов). Хотя факт победы блока Проди был подтверждён Конституционным судом Италии, Берлускони долгое время не хотел признавать поражение.
16 мая 2006 года президент Италии Джорджо Наполитано — в первом правительстве Проди он возглавлял министерство внутренних дел — официально поручил Проди формирование нового кабинета. На следующий день второе правительство под руководством Проди было приведено к присяге. Менее чем через год правительство Проди столкнулось с серьёзным кризисом.
21 февраля 2007 года планы правительства по увеличению итальянского контингента в Ираке не получили достаточной поддержки в ходе голосования в Сенате, и Проди подал президенту прошение об отставке. Однако лидерам левоцентристской коалиции удалось договориться о поддержке Проди, а 24 февраля прошение об отставке было отклонено президентом. 28 февраля Проди удалось получить вотум доверия в Сенате: за него проголосовали 162 сенатора, а против — 157.
Весной 2007 года Проди стал активно работать над объединением крупнейших партий левоцентристской коалиции — «Левые демократы» и «Демократия это свобода — Маргаритка». Процесс завершился в октябре того же года с возникновением новой Демократической партии. Лидером партии был избран популярный мэр Рима Вальтер Вельтрони.
В 2008 году начался новый правительственный кризис. Коалицию Проди покинула католическая центристская партия Союз демократов за Европу (UDEUR), и вопрос о доверии правительству был вынесен на голосование в парламенте. В нижней палате сторонники премьера сохранили большинство, и 23 января 2008 года депутаты вынесли ему вотум доверия, но на следующий день в Сенате Проди потерпел поражение. 24 января премьер-министр подал в отставку.

### Новый этап
В середине апреля 2008 года в Италии состоялись досрочные парламентские выборы, на которых левоцентристы во главе с Вельтрони уступили правоцентристской коалиции Берлускони. Сторонники Берлускони по итогам выборов получили большинство в обеих палатах парламента.

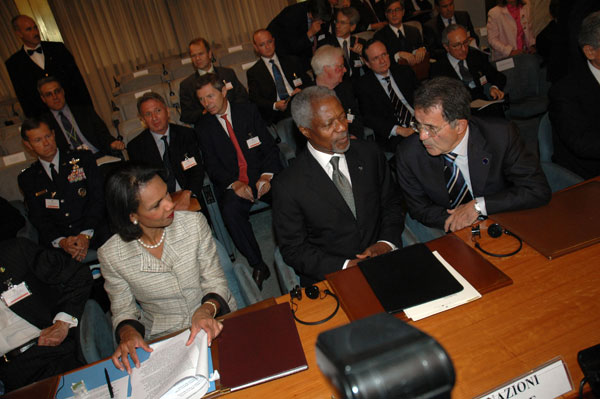
Государственный секретарь США Кондолиза Райс, Генеральный секретарь ООН Кофи Аннан и премьер-министр Италии Романо Проди работают над основами резолюции № 1701, призванной установить перемирие в ливано-израильском конфликте.

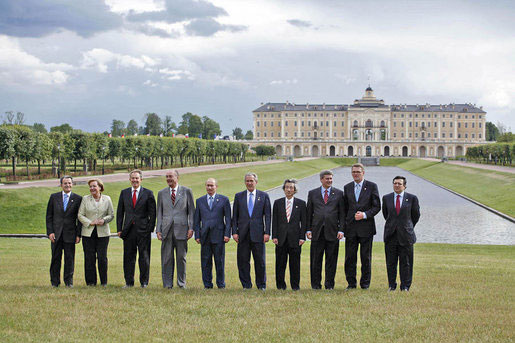
Романо Проди на саммите G8 2006

25 октября 2009 года прошли внутрипартийные выборы, в ходе которых был избран преемник Проди и Вельтрони. Наиболее вероятным преемником считался 58-летний Пьер Луиджи Берсани, бывший министр промышленности и экономического развития в правительстве Проди, который и победил на выборах.
В феврале 2009 года получил на пять лет место внештатного профессора (professor-at-large) Брауновского университета, с 9 октября 2012 по 31 января 2014 года являлся специальным посредником ООН по проблемам Сахеля. В 2013 году кандидатура Проди выдвигалась на президентских выборах в Италии, но не получила достаточной поддержки.

## Личная жизнь
В 1969 году Романо Проди женился на студентке Флавии Францони (итал. Flavia Franzoni) (1947—2023), которая впоследствии стала экономистом и университетским преподавателем. В их семье двое сыновей: Джорджо и Антонио.
21 апреля 2018 года дом Романо Проди в Болонье обокрали, пока он вместе с супругой был в Риме на аудиенции у папы римского Франциска. Исчезли его многочисленные признания, медали и награды.

## Награды
- Кавалер Большого креста ордена «За заслуги перед Итальянской Республикой» (1993)[10]
- Медаль «За вклад в развитие Евразийского экономического союза» (29 мая 2019 года, Высший Евразийский экономический совет)[11]